# アクリアルシアルスープ・クーア川
アクリアルシアルスープ・クーア川(アクリアルシアルスープ・クーアがわ、Akuliarusiarsuup Kuua)は、グリーンランド中西部のケッカータ郡の同じ名前の渓谷にある川であり、カンゲルルススアーク地域の主要河川であるキングアタ・クースア川(Qinnguata Kuussua)の支流となる。これの水源は、グリーンランド氷床から流れるラッセル氷河からの大量の融水の流れである。流域の大部分では、氷河の微粒流砂の大平原を蛇行しながら、川が渓谷の氷河性の扇状地を通って非常にゆっくりと流れる。気候はごく少量の降水量のある極地性大陸性気候である。

## 地理
ラッセル氷河の南の基底部からのいくつかの融水の流れがアクリアルシアルスープ・クーア川を形作っている。谷は30キロメートルの長さであり、東北東から西南西に流れている。北の方は低い尾根（300～400m）が流域の境界となっている。この尾根は、カンガーミウツ(Kangaamiut)平行岩脈群の一部のなっており、アージュツスプ・タシア湖(Aajuitsup Tasia)とサニンガソーク湖(Sanningasoq)の大きな氷河湖からこの川を区切っている。南側はアクリアルシアルスク(Akuliarusiarsuk)尾根の、露出した不毛で平らに尾根が流域の境界となっている。
川下の方では、南のアクリアルシアルスク尾根と、北に単独で聳えるシュガーローフ(Sugar Loaf)山(標高400メートル)(北緯67度2分40秒 西経50度30分54秒 / 北緯67.04444度 西経50.51500度)に挟まれた所で峡谷の狭くなっている。カンゲルルススアークのすぐ近の氷河性の流砂の平原の所でキングアタ・クースア川と合流する。カンゲルルススアーク峡湾の先端部付近の狭い河口付近は、アメリカ軍のブルエウェストエイト基地の管理している頃、ワトソン川と呼ばれていた。